# Cataluña (1903)
El Cataluña, fue un crucero acorazado de la clase Cardenal Cisneros perteneciente a la Armada Española, que recibía su nombre en honor a la región española de Cataluña.

## Diseño

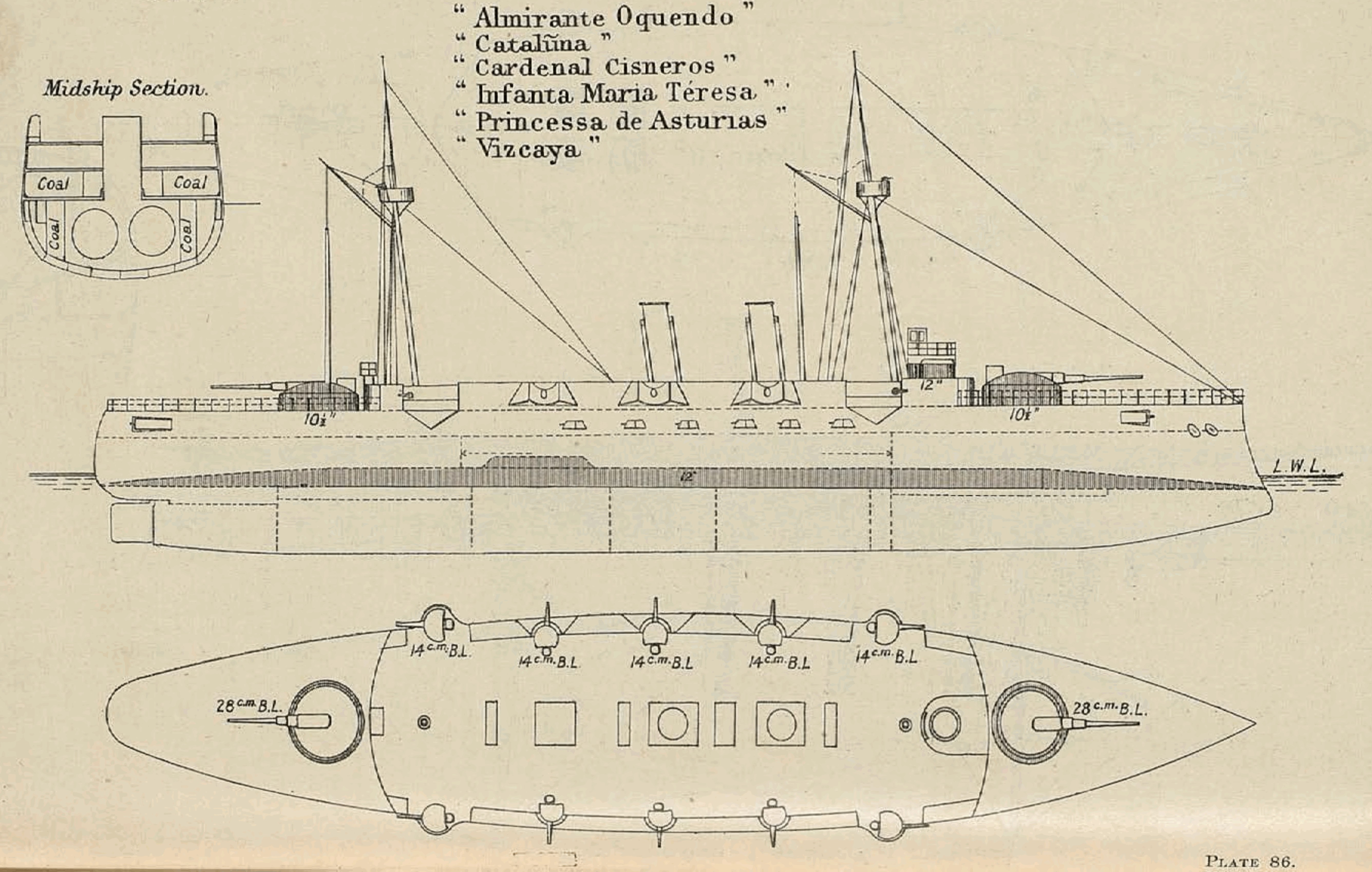
Planta y perfil de la clase Infanta María Teresa, versión anterior de la clase Cardenal Cisneros.

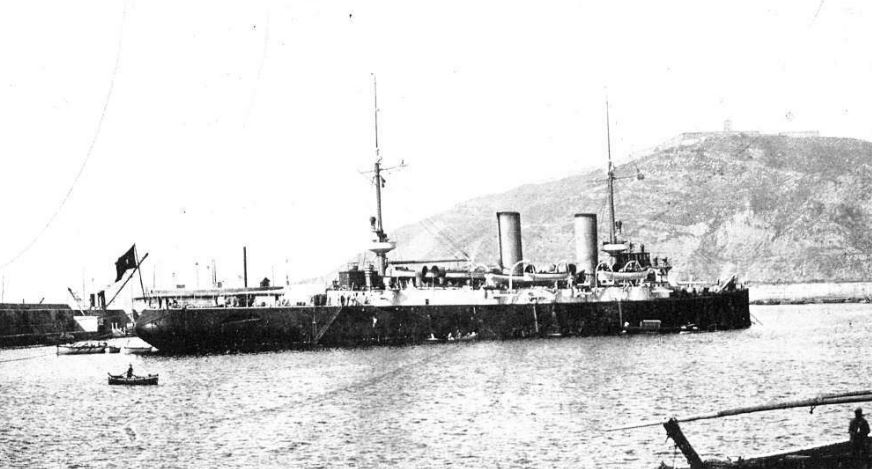
El crucero Cataluña en el puerto de Barcelona, en 1908.

Su construcción, estuvo encuadrada dentro del plan naval del almirante Alejandro Rodríguez Arias y Rodulfo, y fue aprobada por las Cortes el 12 de enero de 1887, en un principio, con el mismo proyecto que los buques de la clase Infanta María Teresa, pero a diferencia de estos, construidos en astilleros privados, lo fueron en astilleros públicos, llamados entonces "Arsenales".
Finalmente se decidió variar el diseño del segundo trío de buques, aprovechando que su construcción se encontraba más retrasada. Eso daría lugar a la clase Cardenal Cisneros. El centro consultivo de la armada, decidió el 6 de noviembre de 1895 reducir su artillería principal a dos piezas de 240 mm proyectadas por el brigadier de artillería de la Armada Enrique Guillen, y aumentar la protección de la batería secundaria, entre otras modificaciones. 
Fue autorizado el 12 de enero de 1887, puesto en grada en 1890 en los astilleros de Cartagena y botado el 24 de septiembre de 1900. Después de muchos años de alistamiento recibió la bandera de combate en 1908, cuando fue entregado oficialmente a la Armada y entró en servicio activo.

## Historial

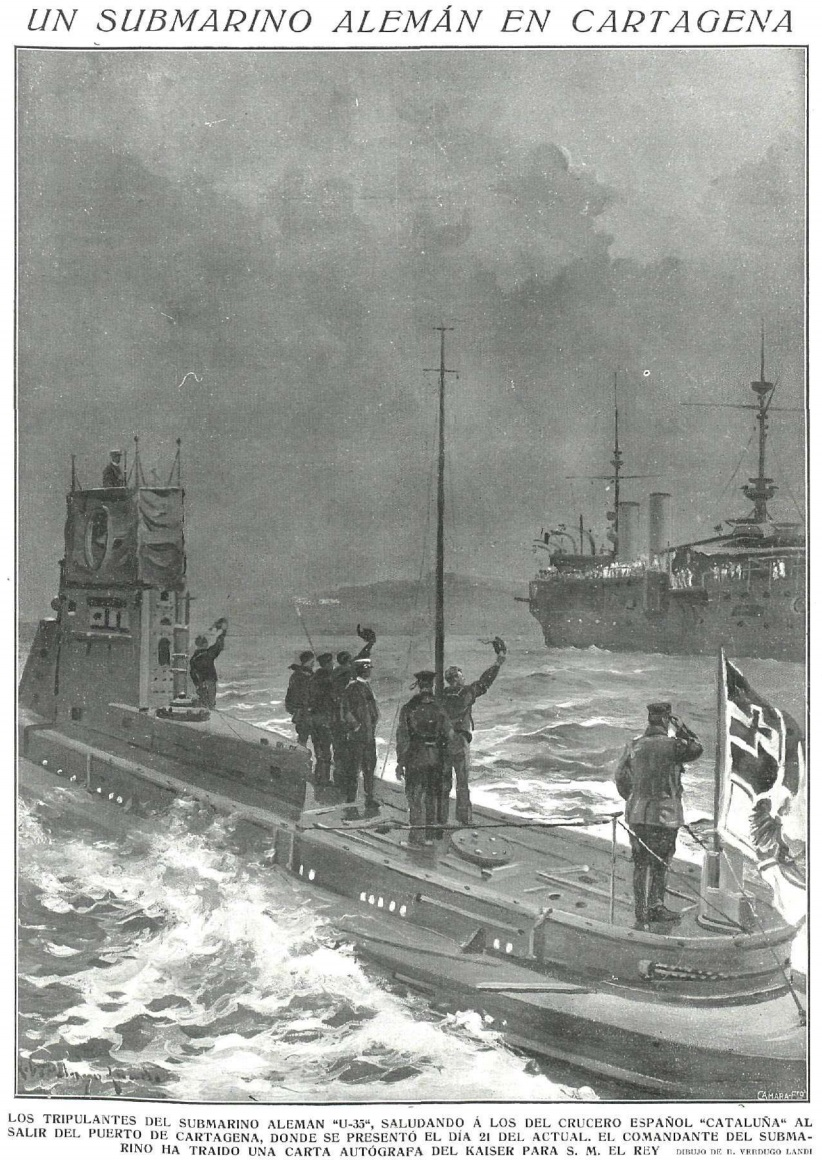
Los tripulantes del submarino alemán U-35 saludando a los del crucero español Cataluña al abandonar el puerto de Cartagena. La Esfera, 1 de julio de 1916.

Asignado en 1903, participó junto con su gemelo Princesa de Asturias en operaciones en la guerra del Rif.
El 8 de enero de 1911 Alfonso XIII visitó Melilla. El Cataluña formó parte de un despliegue de buques de guerra, encargados de dar escolta al yate real Giralda. Formaron parte de la escolta, además del Cataluña, los cruceros Princesa de Asturias, Río de la Plata, Extremadura, el acorazado guardacostas Numancia, los destructores Terror y Audaz, el cañonero Álvaro de Bazán y el transporte Almirante Lobo.
A finales de abril se produce la intervención francesa en Marruecos y el gobierno español, en previsión de incidentes, ordena la concentración de la escuadra de instrucción en Cádiz. En este puerto se reúnen los siguientes buques: Princesa de Asturias, Carlos V, Reina Regente, Extremadura, Río de la Plata, Infanta Isabel, los destructores Audaz y Terror, los cañoneros Álvaro de Bazán y Doña María de Molina y el transporte Almirante Lobo, en ruta desde Cartagena para sumarse al despliegue, el Cataluña. Numerosas tropas de infantería de Marina se han reunido también en la capital gaditana. En los días siguientes se practican diversos ejercicios de desembarco (Desembarco de Larache). El 5 de mayo el Princesa y el Río de la Plata zarpan con rumbo a Las Palmas.
En julio, escolta junto con el Cataluña y el Carlos V al yate Giralda en la visita que el rey realiza por la costa cantábrica. El 5 de septiembre entró en Ferrol procedente de Gijón, llevando a remolque al destructor Terror, que con todas sus calderas inutilizadas, se encontraba totalmente incapacitado para navegar. El 20 de septiembre de 1912, la escuadra de instrucción pondría una vez más rumbo a Cádiz, esta vez compuesta por el Princesa, el Carlos V, el Cataluña y el destructor Osado.
Entre los días 13 y 16 de marzo de 1913 la escuadra de instrucción, formada en esta ocasión por el Princesa de Asturias, el Carlos V, el Cataluña y el destructor Osado realizó ejercicios de tiro en aguas de Torre García. Finalizados los ejercicios, los buques zarpan el día 17 con destino Cádiz. 
El jueves 1 de mayo, la escuadra de instrucción zarpó de Cádiz con rumbo a Ferrol, para asistir a la ceremonia de botadura del nuevo acorazado Alfonso XIII. Formaban la escuadra el Princesa de Asturias, el Carlos V, el Cataluña, el Osado y el cañonero Doña María de Molina. Los buques arribaron al puerto gallego el día 2.
El 2 de octubre y con motivo de la visita a España del presidente francés Poincaré, se reunió en Cartagena la escuadra de instrucción, formada por el acorazado España, los cruceros Princesa de Asturias, Carlos V, Extremadura, Cataluña el Reina Regente y los destructores Audaz y Proserpina. Fondeados en el puerto se encuentran así mismo los torpederos números T1, T2, T3, T4 y T5 de Clase T-1 y el nuevo destructor Bustamante. El día 11, la escuadra al completo asistió al acto de la entrega de la bandera de combate del acorazado España. Finalizados los actos, se dispuso que la escuadra pusiese rumbo a África, con la excepción del Carlos V y el España.
Ya en la Primera Guerra Mundial (en la que España fue neutral), entre el 21 y el 22 de junio de 1916 el histórico submarino alemán SM U-35 estuvo fondeado a su lado, ya que había llevado un correo del Kaiser al jefe de Estado español.
Fue dado de baja en 1928 y desguazado en 1930.